# Venturina Terme
Venturina is een plaats (frazione) in de Italiaanse gemeente Campiglia Marittima.